# Ferenczy József (színművész, 1846–1912)
Ferenczy József, névváltozatok: Ferenczi, Friedmann (Korlát, 1846. február 5. – Budapest, Terézváros, 1912. november 23.) színész, rendező.

## Pályafutása
Ferenczi János és Domik Katalin fiaként született. Eredetileg papnak készült, de 1863. augusztus 1-jén a színi pályát választotta. Demjén Károlynál lépett fel először, majd 1880-ban Károlyi Lajosnál, 1885-től pedig Tóth Bélánál játszott. 1886-tól a Népszínház tagja volt. Itt ügyelőként kezdte pályáját, később titkár lett. 1891-től rendezőként is működött. 1887 és 1890 között a Színészegyesület Igazgatótanácsának titkára volt, jelentős munkásságot fejtett ki a rovancsoló bizottság tagjaként. 1899 őszén nyugdíjba vonult.

## Családja
Első felesége Beretvás Teréz (Nagykőrös, 1850 – Budapest, 1898. május 29.) segédszínésznő volt. Megözvegyülése után, 1900. április 24-én Budapesten, az Erzsébetvárosban házasságot kötött Gyöngyösi Ilka (Gyöngyösy Ilona Anna, Baja, 1858. szeptember 28. – Cegléd, 1940. március 13.) színésznővel, Gyöngyösi Pál színész lányával.

## Működési adatai
1869: Kovács Mór; 1870: Kétszery József; 1871–72: Miklósy Gyula; 1873: Szegedi Mihály, Szuper Károly, Völgyi György; 1874: Follinus János; 1877–82: Károlyi Lajos; 1878: Miklósy Gyula; 1886: Népszínház. 
Rendezőként: 1891: Népszínház.